# ماجنوس كريبر
ماجنوس كريبر (بالسويدية: Magnus Krepper)‏ هو راقص ومغني وممثل سويدي، ولد في 10 يناير 1967 بنورشوبينغ في السويد.

## وصلات خارجية
- ماجنوس كريبر على موقع IMDb (الإنجليزية)
- ماجنوس كريبر على موقع ألو سيني (الفرنسية)
- ماجنوس كريبر على موقع أول موفي (الإنجليزية)
- ماجنوس كريبر على موقع قاعدة بيانات الأفلام السويدية (السويدية)
- ماجنوس كريبر على موقع قاعدة بيانات الفيلم (الإنجليزية)
- ماجنوس كريبر على موقع كينوبويسك (الروسية)